# Moše Novomejskij
Moše Novomejskij, hebrejsky: משה נובומייסקי, rusky: Моисей Абрамович Новомейский, Mojsej Abramovič Novomejskij (25. listopadu 1873 Barguzin, Rusko – 27. března 1961 Paříž, Francie) byl sionistický aktivista a průmyslník.
Narodil se roku 1873 ve vesnici Barguzin u Bajkalu v tehdejší Ruské říši. Navštěvoval střední školu v Irkutsku a absolvoval vysokou školu v Německu s kvalifikací pro důlní inženýrství. Pracoval pak na odborných pozicích v Rusku a stal se sionistou. Roku 1920 přesídlil do mandátní Palestiny. Již předtím se začal zabýval myšlenkou na průmyslové využití minerálního bohatství Mrtvého moře. V roce 1927 založil firmu Palestine Potash Ltd., která získala o několik let později licenci od mandátních úřadů a počátkem 30. let postavila u Mrtvého moře dvě továrny na využití chemikálií rozpuštěných v tomto slaném jezeru. Během první arabsko-izraelské války v roce 1948 ale byla severní část Mrtvého moře dobyta zajordánskými vojenskými silami a severní továrna, poblíž dnešní vesnice Kalija a Bejt ha-Arava, byla opuštěna. V provozu zůstala jen jižní továrna, dnes podnik Dead Sea Works.
Moše Novomejskij byl rovněž angažován v politice a společenském životě. Působil jako pokladník židovské vojenské organizace Hagana. Založil organizaci Palestine Economic Society. Zemřel v Paříži a byl pohřben v Tel Avivu.